# Katie Holmes
Kate Noelle "Katie" Holmes, född 18 december 1978 i Toledo i Ohio, är en amerikansk skådespelerska och producent. 
Katie Holmes filmdebuterade 1997 i filmen The Ice Storm, men blev känd för en större publik genom rollen som Joey Potter i TV-serien Dawsons Creek. 
Den 18 november 2006 gifte sig Holmes med skådespelaren Tom Cruise. Den 18 april 2006 föddes parets dotter Suri. Holmes blev, sedan hon träffade Cruise, medlem i Scientologikyrkan. Den 28 juni 2012 offentliggjordes att paret ansökt om skilsmässa. Holmes har vårdnaden om Suri.
Holmes lämnade scientologerna samma år och återvände till katolska kyrkan.

## Filmografi (urval)
- 1997 – The Ice Storm
- 1998–2003 – Dawson's Creek (TV-serie) (128 avsnitt)
- 1998 – Inte som alla andra
- 1999 – Killing Mrs. Tingle
- 2000 – Wonder Boys
- 2000 – The Gift
- 2002 – Abandon
- 2002 – Phone Booth
- 2003 – The Singing Detective
- 2003 – Pieces of April
- 2004 – First Daughter
- 2005 – Batman Begins
- 2005 – Thank You for Smoking
- 2008 – Mad Money
- 2010 – The Romantics
- 2010 – Don't Be Afraid of the Dark
- 2010 – The Extra Man
- 2011 – The Son of No One
- 2011 – The Kennedys (TV-serie) (åtta avsnitt)
- 2011 – Jack and Jill
- 2011–2013 – How I Met Your Mother (TV-serie) (två avsnitt)
- 2013 – Days and Nights
- 2014 – The Giver
- 2014 – Miss Meadows
- 2015 – Mania Days
- 2015 – Kvinnan i guld
- 2020 – Brahms: The Boy II